# Ägyptische Sprache
Das Ägyptische (auch: Ägyptisch-Koptisch oder Kemisch) ist die Sprache des alten Ägypten und umfasst – als jüngere Sprachstufe – auch das Koptische, die Sprache der Kopten (ägyptische Christen). Es ist ein eigenständiger Zweig der afroasiatischen Sprachfamilie, zu der u. a. auch das Hebräische, Arabische und die Berbersprachen gehören. Mit rund 5000 Jahren Überlieferungszeit ist das Ägyptische die Sprache, die weltweit über den längsten Zeitraum hinweg schriftlich belegt ist.
Zwar wurde das Koptische, die jüngste Entwicklungsstufe, bis in die Neuzeit tradiert, doch wurde die Erschließung des vorkoptischen Ägyptisch erst durch den Fund des Steins von Rosette 1799 möglich. Dieser ist eine große Stele, auf der ein Dekret eines ptolemäischen Königs in zwei Sprachen, Griechisch und Ägyptisch, und in drei Schriften – Griechisch, Demotisch und Hieroglyphisch – geschrieben wurde. Durch einen Vergleich der Texte legte Jean-François Champollion die Grundlagen für die Erschließung des Ägyptischen.

## Sprachgeschichtliche Stellung
Das Ägyptische wird als ein Zweig der afroasiatischen Sprachfamilie angesehen und ist als Sprachzweig innerhalb von ihr insofern einzigartig, als er nur eine einzige Sprache umfasst. Möglich ist jedoch, dass die Sprache der während des Alten Reiches in der Westwüste ansässigen Ḥ3.tjw-ˁ einen eigenen Zweig des Ägyptischen darstellt (vgl. die zu den Ḥ3.tjw-ˁ gehörenden Personennamen ḫwj.t-jtj=s „die von ihrem Vater Beschützte“ und ws3, das mit ägyptisch wsr.w „der Starke“ verwandt sein könnte). In der Morphologie zeigen sich, neben speziell ägyptischen Merkmalen wie der Suffixkonjugation, auch deutliche Parallelen zu anderen afroasiatischen Sprachen, besonders semitischen und Berbersprachen. Die Erforschung der lexikalischen Parallelen ist weniger sicher; es gibt in der Ägyptologie noch keine Einigkeit über einige grundlegende Fragen der Lautkorrespondenzen zwischen dem Ägyptischen und anderen Zweigen des Afroasiatischen.
Es gibt zwar verschiedene Versuche, die afroasiatischen Sprachen weiter zu gliedern, aber es gibt keinen Konsens, mit welchen Zweigen des Afroasiatischen das Ägyptische am nächsten verwandt ist. Auffallenderweise hat das Ägyptische die afroasiatische Präfixkonjugation offenbar schon in einem frühen Stadium restlos verloren, dagegen blieb der mit Suffixen gebildete Stativ in Form des ägyptischen Pseudopartizips und fragmentarisch im koptischen Qualitativ erhalten. Im Bereich der Nominalflexion hat sich im Ägyptischen von den zahlreichen ursprachlichen Pluralbildungsmöglichkeiten die Endung -w durchgesetzt, während alle anderen Bildungsmöglichkeiten verdrängt wurden. Lediglich ein Plural durch Vokalveränderungen lässt sich nicht ausschließen. Auch im Bereich des Lautsystems zeigt das Ägyptische eine ganze Reihe erheblicher Veränderungen.
Neben afroasiatischen Lexemen zeigen sich im ägyptischen Wortmaterial auch Ähnlichkeiten mit anderen afrikanischen Sprachfamilien, hauptsächlich den Niger-Kongo-Sprachen.

## Geschichte
Man unterscheidet folgende Sprachstufen:
1. Älteres Ägyptisch
  1. Altägyptisch
    1. Archaisches Altägyptisch (Sprache der Frühzeit und der Pyramidentexte; 27. – 23. Jh. v. Chr.)
    2. Standardaltägyptisch (Sprache der Königs- und Grabinschriften des Alten Reiches; bis ca. 2000 v. Chr.)

oder[8]
    1. Frühes Altägyptisch bzw. Frühägyptisch (ca. 3320 – 2707/2657 v. Chr.)
    2. „Eigentliches“ Altägyptisch (bis zum späten Alten Reich; ca. 2682 – 2145 v. Chr.)

  2. Mittelägyptisch
    1. Frühmittelägyptisch (24. – 23. Jh. v. Chr.)
    2. Klassisches Mittelägyptisch (die Sprache des Mittleren Reiches; 23. – 14. Jh. v. Chr.)
    3. Spätmittelägyptisch (Mittelägyptisch mit neuägyptischen Einsprengseln, sog. Neuägyptizismen; 20. – 13. Jh. v. Chr.)
2. Jüngeres Ägyptisch
  1. Neuägyptisch
    1. Medio-Neuägyptisch (Neuägyptisch mit mittelägyptischen Formen; 15. – 12. Jh. v. Chr.)
    2. Neuägyptisch (nicht-literarische Texte des späten Neuen Reiches und der Dritten Zwischenzeit; 14. – 7. Jh. v. Chr.)

  2. Demotisch (7. Jh. v. Chr. – 5. Jh. n. Chr.), unterteilt in:[9]
    1. Frühdemotisch (7. – 4. Jh. bzw. 332 v. Chr.)
    2. Mitteldemotisch (4. – 1. Jh. v. Chr. bzw. 332 v. Chr. – 30 v. Chr.)
    3. Spätdemotisch (noch in demotischer Schrift, aber folgt koptischen Grammatikprinzipien; 1. Jh. v. Chr. – 5. Jh. n. Chr. bzw. ab 30 v. Chr.)

  3. Koptisch (Sprache der ägyptischen Christen; ab ca. 250 v. Chr. – 17. Jh. n. Chr.?), zuweilen unterteilt in:[9]
    1. Altkoptisch (1. (?) – 5. Jh. n. Chr.)
    2. Klassisches Koptisch (3. – 11. Jh. n. Chr.)
    3. Spätkoptisch (11. – 17. Jh. n. Chr. (?))
    4. Neokoptisch (19./20. Jh. n. Chr.)
3. Traditionsägyptisch (alias Égyptien de tradition, Neo-Mittelägyptisch, Spätmittelägyptisch) (künstlich gepflegte, literarische und religiöse Schriftsprache ab dem späteren Neuen Reich bis in die Griechisch-römische Zeit, basierend auf älteren Chronolekten, insb. Mittelägyptisch, aber auch Altägyptisch, Neuägyptisch und Demotisch; 14. Jh. v. Chr. – 4. Jh. n. Chr.)
  1. klassisches Traditionsägyptisch (14. – 4. Jh. v. Chr.)
  2. Ptolemäisch (Traditionsägyptisch der griechisch-römischen Zeit mit eigenem, charakteristischem hieroglyphischem, ‚ptolemäischem‘ Schriftsystem; 4. v. Chr. – 4. Jh. n. Chr.)

Oder auch:
1. Frühägyptische Sprache (Sprache der prä- und frühdynastischen Zeit); um 3300 v. Chr. bis um 2700 v. Chr.; wird oft zum Altägyptischen gerechnet
2. Altägyptische Sprache (Sprache des Alten Reiches); um 2700 v. Chr. bis um 2200 v. Chr.
3. Mittelägyptische Sprache (Sprache des Mittleren Reiches); um 2200 v. Chr. bis um 1500 v. Chr.;
4. Neuägyptische Sprache (Sprache des Neuen Reiches); ca. 1500 v. Chr. bis ca. 700 v. Chr.
5. Demotisch (Sprache der Spätzeit des Ägyptischen Reiches); um 700 v. Chr. bis um 400 n. Chr.
6. Koptisch (Sprache des christlichen Ägyptens); um 300 bis nach 1600

Mittelägyptisch galt in der gesamten ägyptischen Antike als klassische Sprache und wurde für öffentliche, besonders aber für religiöse Texte bis in die römische Zeit verwendet. Sie unterscheidet sich nur wenig vom Altägyptischen und wird mit ihr in einer Gruppe („Älteres Ägyptisch“) zusammengefasst. Als im Neuen Reich zur Amarnazeit, etwa im 14. Jahrhundert v. Chr., die Schere zwischen dem Mittelägyptischen und der gesprochenen Sprache immer größer wurde, begann man in Briefen und Erzählungen das Neuägyptische zu benutzen.
Neben dem Demotischen und dem Koptischen wurde in Ägypten seit der griechischen Kolonisation bis zum Sieg des Islams auch Griechisch verbreitet als Schriftsprache benutzt. Das Ägyptische ist etwa im 11. Jahrhundert vom Arabischen als Umgangssprache verdrängt worden. Es wurde lokal wohl noch bis ins 19. Jahrhundert in Oberägypten verwendet.
Heute wird ein arabischer Dialekt in Ägypten gesprochen, das Ägyptisch-Arabische. Allgemeine Schriftsprache ist heute Hocharabisch.
Eine Sonderstellung nehmen das Traditionsägyptische des späten Neuen Reiches, der Dritten Zwischenzeit und der Spätzeit und das ptolemäische Ägyptisch der griechisch-römischen Zeit ein. Bei ihnen handelt es sich um in bestimmten Fällen angewandte Schriftsprachen, die nicht auf der entsprechenden gesprochenen Sprache, sondern auf dem Älteren Ägyptischen, insb. dem Mittelägyptischen, aber auch dem Altägyptischen, Neuägyptischen und ggf. Demotischen beruhten.

## Typologie und Sprachwandel
Der lange Zeitraum und die Vielzahl der überlieferten Dokumente ermöglichen es, die Entwicklung des Ägyptischen recht detailliert nachzuvollziehen. Ähnliche Veränderungen der Grammatik finden sich auch in der Entwicklung anderer, nicht verwandter Sprachen.
Das Alt- und Mittelägyptische kannte keinen Artikel. Das Tempussystem, also die zeitliche Einordnung einer Handlung, war von untergeordneter Bedeutung und gleichberechtigt mit anderen Aspekten wie Dauerhaftigkeit oder Wiederholung einer Handlung. Hilfsverben wurden nur selten benutzt. Die Possessivpronomina wurden als Endung (Suffixpronomina) an das Substantiv angehängt.
Das Neuägyptische zeigte viele Abänderungen gegenüber ihren Vorgängern: Die bevorzugte Wortstellung wandelte sich vom älteren Verb-Subjekt-Objekt (VSO) zu SVO. Bestimmte Artikel und Possessivpronomen entstanden. Die Aspekte wurden mit Adverbien u. ä. wiedergegeben; außerdem wurde ein Tempussystem der Verben eingeführt, das dem deutschen System sehr ähnelt. Die Beugung der Verben erfolgte immer mehr durch Gebrauch eines gebeugten Hilfsverbs in Kombination mit einem ungebeugten Verb, ähnlich unserem Infinitiv oder Partizip (vgl. ich dachte – ich habe gedacht). Auch im Lexikon bildeten sich viele Unterschiede heraus, u. a. durch die Übernahme zahlreicher semitischer Lehnwörter ins Neuägyptische. Im Gegensatz zum Mittelägyptischen blieb das Neuägyptische auch als Schriftsprache dynamisch, d. h., es entwickelte sich kontinuierlich weiter und ging ins Demotische und zuletzt ins Koptische über, ohne dass es zu einem erneuten Bruch in der Entwicklung gekommen wäre. Gleichzeitig machten sich starke lautliche Veränderungen bemerkbar. So schwanden unbetonte Vokale und die Endung .t des Femininums.

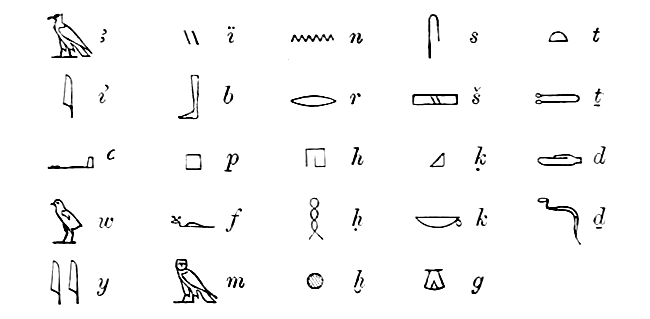
Ägyptologisches Transkriptionssystem

## Schrift
Bis zur Christianisierung bediente man sich in der Schrift der Hieroglyphen oder ihrer Kursive, des Hieratischen. Das Hieratische wurde in der Saitenzeit, etwa 700 v. Chr., im alltäglichen Gebrauch von einer unterägyptischen Schnellschrift, dem Demotischen, abgelöst und dann ähnlich wie die Hieroglyphen vor allem für religiöse Texte gebraucht. Seit dem 3. Jahrhundert n. Chr. wurde und wird mit einer eigenen, aus dem griechischen Alphabet entwickelten Schrift, dem koptischen Alphabet, geschrieben.
Die koptische Schrift und Sprache wird in der koptisch-orthodoxen Kirche bis heute als Liturgiesprache verwendet.

### Überblick
- Wolfgang Schenkel: Einführung in die altägyptische Sprachwissenschaft (= Orientalistische Einführungen.). Wissenschaftliche Buchgesellschaft, Darmstadt 1990, ISBN 3-534-03506-2 (Digitalisat).
- Antonio Loprieno: Ancient Egyptian. A linguistic introduction. Cambridge University Press, Cambridge 1995, ISBN 0-521-44384-9.
- Carsten Peust: Egyptian Phonology. An Introduction to the Phonology of a Dead Language. Peust & Gutschmidt, Göttingen 1999, ISBN 3-933043-02-6 (uni-heidelberg.de).

### Verwandtschaft mit anderen afroasiatischen Sprachen
- Otto Rössler: Ägyptisch als Semitische Sprache. In: Franz Altheim, Ruth Stiehl: Christentum am Roten Meer. de Gruyter, Berlin u. a. 1971, ISBN 3-11-003790-4, Band 1, S. 263–326, (Schlüsselwerk der Rösslerschen Schule).
- Gábor Takács: Etymological Dictionary of Egyptian. Brill, Leiden u. a. 1999-laufend (= Handbuch der Orientalistik. Erste Abteilung, Band 48, ISSN 0169-9423), (Bis 2009 erschienen 2 Bände), (Vertritt die traditionelle Rekonstruktion des Konsonantensystems).
- Gábor Takács: Semitic-Egyptian Relations. In: Stefan Weninger, Geoffrey Khan et al.: The Semitic Languages: An International Handbook (= Handbücher zur sprach- und Kommunikations-wissenschaft. Band 36). de Gruyter Mouton, Berlin 2011, ISBN 978-3-11-018613-0, S. 7–18.

### Grammatiken
- Altägyptisch
  - Elmar Edel: Altägyptische Grammatik. 2 Bände (= Analecta Orientalia 34/39). Pontificium Institutum Biblicum, Rom 1955–1964.
- Mittelägyptisch
  - A. H. Gardiner: Egyptian Grammar. 3. Auflage. Oxford University Press, London u. a. 1957, (Grundlegende, vor allem beim Verbalsystem stellenweise veraltete Referenzgrammatik des Mittelägyptischen, mit der Gardiner-Liste und Wörterlisten Englisch-Ägyptisch und Ägyptisch-Englisch im Anhang).
  - Boyo G. Ockinga: Mittelägyptische Grammatik. 2. revidierte Auflage. von Zabern, Mainz 2005, ISBN 3-8053-3600-4.
  - Wolfgang Kosack: * Kurze Sprachlehre des Mittelägyptischen. Brunner, Basel 2013, ISBN 978-3-9524018-8-0.
  - Daniel A. Werning: Digitale Einführung in die hieroglyphisch-ägyptische Schrift und Sprache. Humboldt-Universität Berlin, Berlin 2018 (online).
- Neuägyptisch
  - Jaroslav Černý / Sarah Israelit Groll / Christopher Eyre: A Late Egyptian Grammar (Studia Pohl Series maior 4). 3rd updated edition, Biblical Institute Press, Rom 1984.
  - Friedrich Junge: Einführung in die Grammatik des Neuägyptischen. 2. verbesserte Auflage, Harrassowitz, Wiesbaden 1996, ISBN 3-447-04073-4.
- Demotisch
  - Janet H. Johnson: Thus Wrote 'Onchsheshonqy – An Introductory Grammar of Demotic (= Studies in Ancient Oriental Civilization. (SAOC) Band 45, ISSN 0081-7554). 3rd edition, The Oriental Institute, Chicago 2000, ISBN 0-918986-76-1 (online).
- Traditionsägyptisch
  - Dieter Kurth: Einführung ins Ptolemäische. Eine Grammatik mit Zeichenliste und Übungsstücken. Band 1, 3. Auflage, Backe-Verlag, Hützel 2008, ISBN 978-3-9810869-1-1.
- Koptisch
  - Thomas Oden Lambdin: Introduction to Sahidic Coptic. Mercer University Press, Macon (GA) 1983, ISBN 0-86554-048-9.

### Wörterbücher
- Adolf Erman/Hermann Grapow: Wörterbuch der ägyptischen Sprache. Band I–V; Band VI: Deutsch-Ägyptisches Wörterverzeichnis; Band VII: Rückläufiges Wörterverzeichnis; Band VIII-X: Belegstellenverzeichnis, Berlin 1950–1963. (Immer noch das grundlegende Wörterbuch für die gesamte Sprachgeschichte, außer dem Demotischen).
- Hannig-Lexika (auf fast 9500 Seiten)
  - Band 1 – Rainer Hannig: Die Sprache der Pharaonen. Großes Handwörterbuch Ägyptisch-Deutsch. von Zabern, Mainz 1995, ISBN 3-8053-1771-9, (= Kulturgeschichte der Antiken Welt. 64, ISSN 0937-9746).
  - Band 2 – Rainer Hannig, Petra Vomberg: Wortschatz der Pharaonen in Sachgruppen. Kulturhandbuch Ägyptens. von Zabern, Mainz 1998, ISBN 3-8053-2543-6, (= Kulturgeschichte der Antiken Welt. 72, ISSN 0937-9746).
  - Band 3 – Rainer Hannig: Die Sprache der Pharaonen. Großes Handwörterbuch Deutsch-Ägyptisch (= Kulturgeschichte der Antiken Welt. Band 86, ISSN 0937-9746). von Zabern, Mainz 2000. ISBN 3-8053-2609-2.
  - Band 4 – Rainer Hannig: Ägyptisches Wörterbuch 1. Altes Reich und erste Zwischenzeit (= Kulturgeschichte der Antiken Welt. Band 98, ISSN 0937-9746). von Zabern, Mainz 2003. ISBN 3-8053-3088-X.
  - Band 5 – Rainer Hannig: Mittleres Reich und Zweite Zwischenzeit (= Kulturgeschichte der Antiken Welt. Band 112, ISSN 0937-9746). von Zabern, Mainz 2000. ISBN 978-3-8053-3690-1.
- Jochem Kahl: Frühägyptisches Wörterbuch. Lieferung 1–3 (3 bis ḥ). Harrassowitz, Wiesbaden 2002–2004, ISBN 3-447-04594-9 (Lieferung 1); ISBN 3-447-04595-7 (Lfg. 2); ISBN 3-447-04596-5 (Lfg. 3), (Enthält als einziges Wörterbuch den Wortschatz der prä- und frühdynastischen Zeit).
- Wolja Erichsen: Demotisches Glossar. Munksgaard, Kopenhagen 1954.
- Walter Ewing Crum: A Coptic Dictionary. Clarendon Press, Oxford 1939.

### Textausgaben
- Kurt Sethe: Die altägyptischen Pyramidentexte nach den Papierabdrücken und Photographien des Berliner Museums. 4 Bände. Hinrichs, Leipzig 1908–1922, Band 1, Band 2.
- Georg Steindorff (Hrsg.): Urkunden des ägyptischen Altertums. Hinrichs, Leipzig 1904 ff.
  - Band 1: Kurt Sethe: Urkunden des Alten Reichs. Leipzig 1933,
  - Band 2: Kurt Sethe: Hieroglyphische Urkunden der griechisch-Römischen Zeit. Leipzig 1904,
  - Band 3: Heinrich Schäfer: Urkunden der älteren Äthiopenkönige. Leipzig 1905,
  - Band 4: Kurt Sethe: Urkunden der 18. Dynastie. 4 Teilbände, Leipzig 1906–1909,
  - Band 5: Hermann Grapow: Religiöse Urkunden. Leipzig 1915–1917,
  - Band 6: Siegfried Schott: Urkunden mythologischen Inhalts. Leipzig 1929,
  - Band 7: Kurt Sethe (†): Historisch-biografische Urkunden des Mittleren Reichs. Leipzig 1935.
- Thesaurus Linguae Aegyptiae, https://thesaurus-linguae-aegyptiae.de, hrsg. von Tonio Sebastian Richter & Daniel A. Werning im Auftrag der Berlin-Brandenburgischen Akademie der Wissenschaften und Hans-Werner Fischer-Elfert & Peter Dils im Auftrag der Sächsischen Akademie der Wissenschaften zu Leipzig.
- Ramses Online: an annotated corpus of Late Egyptian, http://ramses.ulg.ac.be, Université de Liège.

### Sprachführer
- Carsten Peust: Hieroglyphisch Wort für Wort (= Kauderwelsch. Band 115). Rump, Bielefeld 2001, ISBN 3-89416-317-8.

(Sprachstufe: Neuägyptisch)